# Racing Club de Rivière-Pilote
Actualités
Le Racing-Club de Rivière-Pilote est un club sportif de la commune de Rivière-Pilote en Martinique. Il comporte 2 sections: football et athlétisme.
La section football est de loin la plus importante de l'association. Le RC Rivière-Pilote a été l'une des meilleures équipes de football de la Martinique durant le début des années 1980 et entre 2008 et 2012.
Fondée en 1961, l'équipe senior de football du RC Rivière-Pilote a évolué en Division d'Honneur, c'est-à-dire l'élite du football martiniquais durant 48 ans entre 1974 et 2022, un record en Martinique. Relégué à l'issue de la saison 2021/2022, le RC Rivière-Pilote évolue en Régionale 2 depuis la saison 2022-2023.
L'homme politique martiniquais Alfred Marie-Jeanne a été président du RC Rivière-Pilote pendant 23 ans de 1967 à 1990. Avec la volonté de quelques joueuses, il sera à l'origine de la section féminine du club. Créé en 1984, le RC Rivière Pilote féminin va accumuler les titres et devenir l'une des équipes phares de ces 20 dernières années. 
Le siège du club se trouve à la maison des associations de Rivière-Pilote.
Les sponsors du club sont l'Entreprise Samex, Atol, Les Eaux minérales Didier et l'Anthurium.

## Histoire
Depuis sa création en 1961, l'équipe du Racing Club de Rivière-Pilote du début des années 1980 était la plus talentueuse de l'histoire de ce club. En effet, cette équipe pratiquait un football très alléchant et drainait des foules importantes sur tous les stades de l'île. Il y avait dans cette équipe, des joueurs dotés d'une grande technique individuelle, le plus illustre étant Louis-Félix Flavien, reconnu pour ses dribbles. Il y avait également d'autres joueurs talentueux comme Marie-Camille Fage, Saint-Hubert Reine-Adélaïde, Guinel Éguienta, Denis Alix, Jean-Manuel Marie-Jeanne et Dominique Octavius, tous sélectionnés dans l'équipe de la Martinique de football championne de la Caraïbe en 1983 et 1985. Durant cette période, le Racing-Club de Rivière-Pilote remporte le championnat de la Martinique en 1981 et 1982, la Coupe de Martinique en 1978 et la finale départementale de la Coupe de France 1981.

## Stades

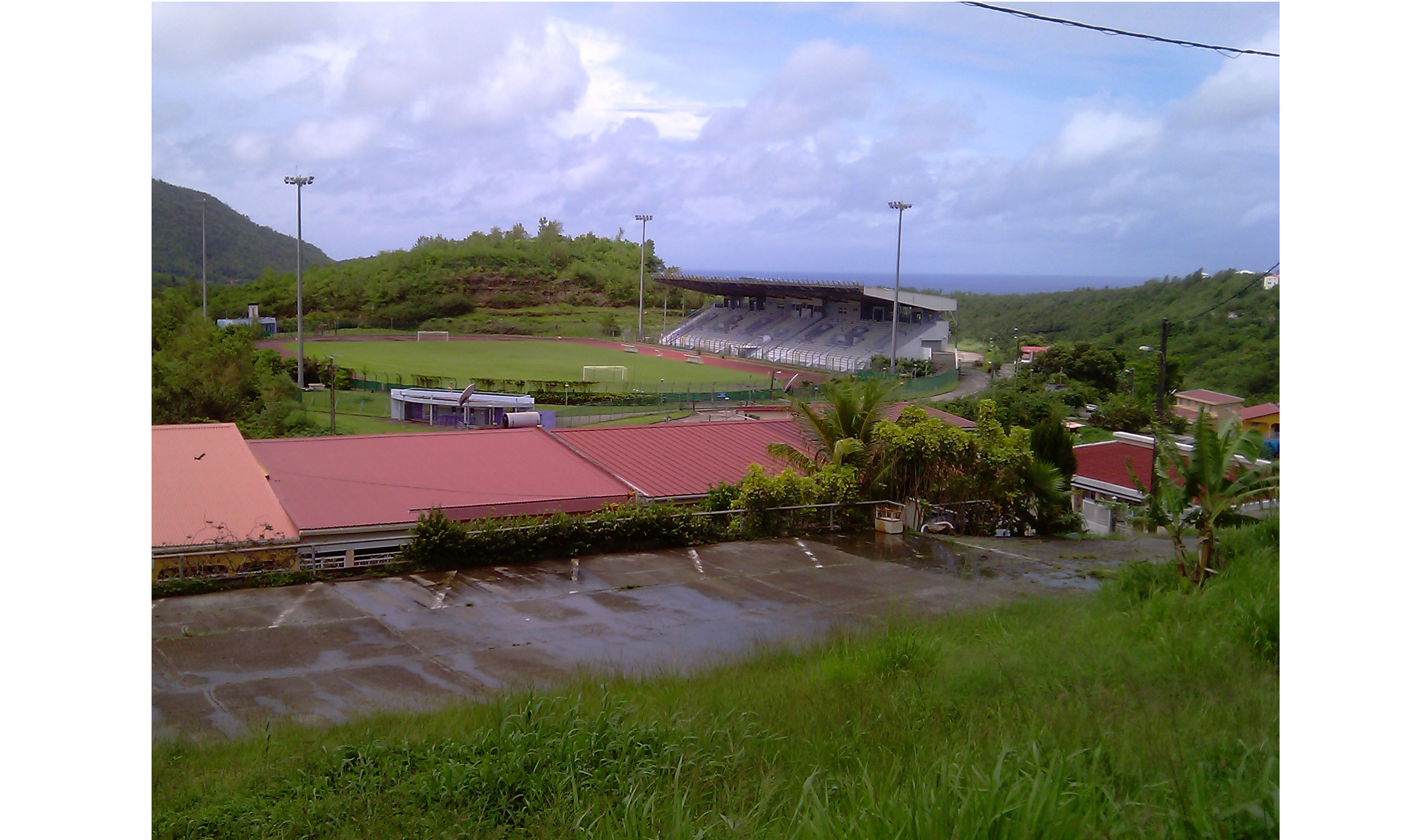
Le stade Alfred Marie-Jeanne

- Le stade Alfred Marie-Jeanne (pour les compétitions), 1500 places
- Stade du bourg (pour les entraînements)

## Palmarès

### Football masculin
- Champion de la Martinique: 1982, 1983, 2008, 2010, 2012
- Vainqueur de la Coupe de la Martinique : 1978, 2011, 2013
- Vainqueur de la Ligue Antilles : 2006, 2013, 2015
- Vainqueur de la Coupe de France, finale départementale: 1977, 1981, 2008
- Vainqueur du Trophée des clubs champions des Antilles-Guyane : 2010, 2012
- Vainqueur de la Coupe de la Ligue : 2010, 2011, 2012
- Vainqueur du Trophée du Conseil Général Yvon Lutbert 2012

### Football féminin
- Champion de la Martinique: 1987, 1995, 1996, 1997, 1999, 2000, 2001, 2003, 2004, 2007, 2010, 2012, 2013, 2019, 2021, 2022

```
   Coupe de Martinique :
```

1990, 1995, 1996 ,1996, 1999, 2000 , 2001, 2003, 2009, 2013 2021, 2022